# Bernhard Jahn
Bernhard Jahn (* 1962 in Michelsrombach) ist ein deutscher Germanist.

## Leben
Von 1973 bis 1982 besuchte er die Wigbertschule. Von 1983 bis 1989 studierte germanistische Mediävistik, Neuere Deutsche Literatur, Theoretische Linguistik, Musikwissenschaft und Italianistik an der Ludwig-Maximilians-Universität München. Nach der Promotion 1992 (Doktorarbeit: Raumkonzepte in der Frühen Neuzeit. Zur Konstruktion von Wirklichkeit in Pilgerberichten, Amerikareiseberichten und Prosaerzählungen). Von 1993 bis 1995 hatte er ein Postdoktorandenstipendium im Rahmen des Graduiertenkollegs Kunst im Kontext der Philipps-Universität Marburg. Thema: Höflichkeit und Ceremoniel als Prinzipien der ästhetischen Konstituierung von Hof und Herrscher in der Barockoper des deutschen Sprachraums (1660–1730). Von 1996 bis 2002 hatte er einen C1-Stelle als wissenschaftlicher Assistent am germanistischen Institut der Otto-von-Guericke-Universität Magdeburg. 2002: Abschluss des Habilitationsverfahrens. Habilitationsschrift: Die Sinne und die Oper. Sinnlichkeit und das Problem ihrer Versprachlichung im Musiktheater des nord- und mitteldeutschen Raumes (1680–1740). Von 2002 bis 2006 war er Oberassistent (C2) in Magdeburg. Von 2006 bis 2010 war er wissenschaftlicher Mitarbeiter am germanistischen Institut der Otto-von-Guericke-Universität Magdeburg. Seit 2010 lehrt er auf der W2-Professur für deutsche Literatur des Spätmittelalters und der Frühen Neuzeit an der Universität Hamburg.
Seine Forschungsschwerpunkte sind deutsche Literatur vom 15. Jahrhundert bis einschließlich Goethezeit mit gelegentlichen Ausflügen in die Literatur des 20. und 21. Jahrhunderts, Theater in der Frühen Neuzeit im europäischen Raum, vor allem auch Musiktheater, Intermedialität in der Frühen Neuzeit: Zusammenwirken der Künste in Theorie und Praxis, historische Anthropologie: Sinne, Raumkonzepte, Zeremoniell, Genealogie, Familie, Krieg und Literatur und Mediengeschichte.

## Schriften (Auswahl)
- Raumkonzepte in der Frühen Neuzeit. Zur Konstruktion von Wirklichkeit in Pilgerberichten, Amerikareisebeschreibungen und Prosaerzählungen. Frankfurt am Main 1993, ISBN 3-631-45401-5.
- Die Sinne und die Oper. Sinnlichkeit und das Problem ihrer Versprachlichung im Musiktheater des nord- und mitteldeutschen Raumes (1680–1740). Tübingen 2005, ISBN 3-484-66045-7.
- Grundkurs Drama. Stuttgart 2009, ISBN 978-3-12-939009-2.
- als Herausgeber: Die Musik in der Kultur des Barock. Laaber 2019, ISBN 3-89007-877-X.